# PNC 파이낸셜 서비시즈
PNC 파이낸셜 서비시즈(PNC Financial Services)는 펜실베이니아주 피츠버그에 위치한 미국의 은행지주회사이자 금융 서비스 기업이다. 은행업 자회사 PNC 뱅크(PNC Bank)는 미국의 27개주와 워싱턴 D.C.에서 운영하며 2,629개 분점과 9,523대의 현금 자동 입출금기(ATM)을 보유하고 있다. PNC 뱅크는 자산 규모 면에서 미국 최대의 은행 목록에 나열되어 있으며 분점, 보증금, ATM 수 면에서 최대 은행들 중 하나로 간주된다.
PNC라는 이름은 은행의 이전 두 기업들의 이니셜에서 기인한다: 피츠버그 내셔널 코퍼레이션(Pittsburgh National Corporation), 프로비던트 내셔널 코퍼레이션(Provident National Corporation). 이 두 기업은 1983년 합병되었다.